# HD 22798
HD 22798，又名BD-03 591，SAO 130639、HR 1116，是一颗恒星，视星等为6.23，位于銀經189.82，銀緯-43.37，其B1900.0坐标为赤經3h 34m 37.8s，赤緯-3° -43.37′ 58″。